# Rex Orange County
Alexander James O'Connor (nacido en Haslemere, Surrey, Inglaterra, el 4 de mayo de 1998), más conocido por su nombre artístico Rex Orange County, es un cantante, compositor y multinstrumentista inglés. O'Connor saltó a la fama en 2017 después de múltiples colaboraciones en el álbum Flower Boy de Tyler, the Creator, nominado al Grammy como mejor álbum de rap, incluido en el sencillo "Boredom". La periodista de NPR Music, Zoë Jones, ha descrito la música de O'Connor como "una mezcla brillante de hip-hop, jazz y bedroom pop".
Bajo el apodo de Rex Orange County, O'Connor ha alcanzado un mixtape, Bcos U Will Never B Free (2015, y tres álbumes de estudio: Apricot Princess (2017), Pony (2019) y Who Cares? (2022). Tanto Pony como Who Cares? llegó al top 5 en el Reino Unido y EE. UU., y este último encabezó la lista de álbumes del Reino Unido. O'Connor también lanzó un álbum en vivo, titulado Live at Radio City Music Hall, en 2020.

## Biografía
A la edad de 16 años, comenzó a estudiar batería en el BRIT School . La renombrada escuela, donde también estudiaron músicos como Adele y los miembros de The Kooks, se encuentra localizada en el sur de Londres. Rex fue uno de los 4 percusionistas de ese año y, la relativa rareza de su principal instrumento le brindó la oportunidad de trabajar en varios proyectos junto a sus compañeros de colegio. Rex Orange County es un multinstrumentista, siendo capaz de tocar, además de la batería, la guitarra, el bajo y el piano, siendo así capaz de trabajar en sus propios proyectos.

## Carrera
Rex Orange County comenzó su carrera a mitades de 2016 con el lanzamiento de su primer álbum bcos u will never be free. Desde que ganó atención en los medios, ha colaborado con artistas como Tyler, The Creator y Marco McKinnis, antes de lanzar su segundo álbum de estudio en 2017, titulado Apricot Princess.
En enero de 2018, Rex fue uno de los cinco finalistas en la lista BBC Sound of... de 2018, quedando en segundo lugar, detrás de la cantante noruega Sigrid.
En octubre de 2019, Rex lanza su tercer álbum de estudio, titulado "Pony". En 2022 lanzó su CD "Who Cares?", con varios éxitos.
Su último álbum, «The Alexander Technique», salió a la venta en 2024. En él cuenta cómo cambió su forma de pensar y de vivir practicando la Técnica Alexander, un método de reeducación psicofísica especialmente apreciado por personas con dolores de espalda persistentes como los que tenía Rex.

## Discografía
Álbumes de estudio
- bcos u will never be free (4/10/2015)
- Apricot Princess  (26/4/2017)
- Pony (25/10/2019)
- Who Cares? (11/3/2022)
- The Alexander Technique (6/9/2024)

Sencillos
- "Uno" (2016)
- "Best Friend" (2017)
- "Sunflower" (2017)
- "Untitled" (2017)
- "Edition" (2017)
- "Loving Is Easy" (2017)
- "New House" (2019)
- "10/10" (2019)
- "Open a window" (2022)
- "Threat" (2022)
- "Alexander (2024)
- "Guitar Song" (2024)
- "The Table" (2024)
- "Finally" (2024)

Lista de canciones
bcos u will never be free (2015):
- Rex (Intro)
- Paradise
- Belly (The Grass Stains)
- Corduroy Dreams
- Japan
- Portraid of Ned
- Green Eyes, Pt. II
- A Song About Being Sad
- Know Love
- Curfew

Apricot Princess (2017):
- Apricot Princess
- Television/so far so good
- Nothing (Ft. Marco Mckinnis)
- Sycamore Girl
- Untitled
- 4 Seasons
- Waiting Room
- Rain Man
- Never Enough
- Happiness

Pony (2019):
- 10/10
- Always
- Laser Lights
- Face to Face
- Stressed Out
- Never Had The Balls
- Pluto Projector
- Every Way
- It Gets Better
- It's Not The Same Anymore

Who cares? (2022):
| N.º | Título           | Duración |
| --- | ---------------- | -------- |
| 1.  | Keep it up       | 3:03     |
| 2.  | Open a window    | 3:39     |
| 3.  | Worth it         | 2:45     |
| 4.  | Amazing          | 3:30     |
| 5.  | One in a million | 3:15     |
| 6.  | If you want it   | 3:08     |
| 7.  | 7AM              | 3:20     |
| 8.  | The shade        | 3:02     |
| 9.  | Making time      | 1:56     |
| 10. | Shoot me down    | 4:53     |
| 11. | Who cares?       |          |

The Alexander Technique (2024):
- Alexander
- Guitar Song
- 2008
- Therapy
- 4 in the Morning
- Jealousy
- The Table
- Pure
- One of These Days
- Carrera
- Much Too Much
- Sliding Doors
- Lost for Words
- Look Me in the Eyes (feat. James Blake)
- New Years
- Finally